# Allium sprengeri
Allium sprengeri — вид рослин з родини амарилісових (Amaryllidaceae); ендемік Сирії.

## Поширення
Ендемік Сирії. Немає детальної інформації щодо поширення виду.

## Загрози й охорона
Немає інформації щодо загроз і охорони виду.